# Хоук, Итан
И́тан Грин Хо́ук (англ. Ethan Green Hawke; род. 6 ноября 1970, Остин, Техас) — американский актёр театра, кино и телевидения, писатель и кинорежиссёр. Номинант на премии «Оскар», «Золотой глобус», BAFTA и «Тони».

## Ранние годы
Итан Хоук родился в Остине, штат Техас, в семье Лесли (урождённой Грин) и Джеймса (специалист по страховой математике) Хоук. Родители Хоука поженились, когда его матери было 17 лет, а он родился годом позже. Родители Итана развелись вскоре после его рождения, в 1974 году. Его мать снова вышла замуж, когда ему было 10 лет, и семья переехала в Тауншип West Windsor, Нью-Джерси.
Хоук имеет высшее образование. В Принстоне он обучался актёрскому мастерству в знаменитом Театре Маккартера, посещал актёрские курсы при Британской театральной ассоциации в Англии и Университет Карнеги-Меллоуна в Питтсбурге. Он является одним из учредителей театральной труппы «Malaparte» и является её художественным руководителем.

## Карьера
Итан впервые появился перед камерой в возрасте 14 лет в научно-фантастическом фильме «Исследователи». Настоящий актёрский прорыв ожидал его в 1989 году в фильме «Общество мёртвых поэтов», за которым последовали другие многочисленные киноработы. Его роль в фильме «Тренировочный день» в 2001 году удостоилась номинации на премию «Оскар» за роль второго плана. В 2004 году Хоук вместе со своими соавторами номинировался на «Оскар» за лучший сценарий к фильму «Перед закатом». В картине «Челси Уоллс», продемонстрированной в 2001 году на Каннском кинофестивале, и в экранизации собственного романа «Самый жаркий штат» Итан Хоук также выступил в роли режиссёра.
В литературе Хоук успешно дебютировал в 1996 году с романом «Самый жаркий штат», повествующем о любовной истории двух молодых интеллектуалов в Нью-Йорке в 90-е годы. Его второй роман — «Пепельная среда» — вышел в 2003 году. В 2015 вышел роман «Правила рыцаря».
За роль заботливого отца главного героя в притче «Отрочество» (2014) был удостоен множества наград, в том числе номинаций на премии Гильдии киноактёров США, «Золотой глобус», BAFTA и «Оскар».

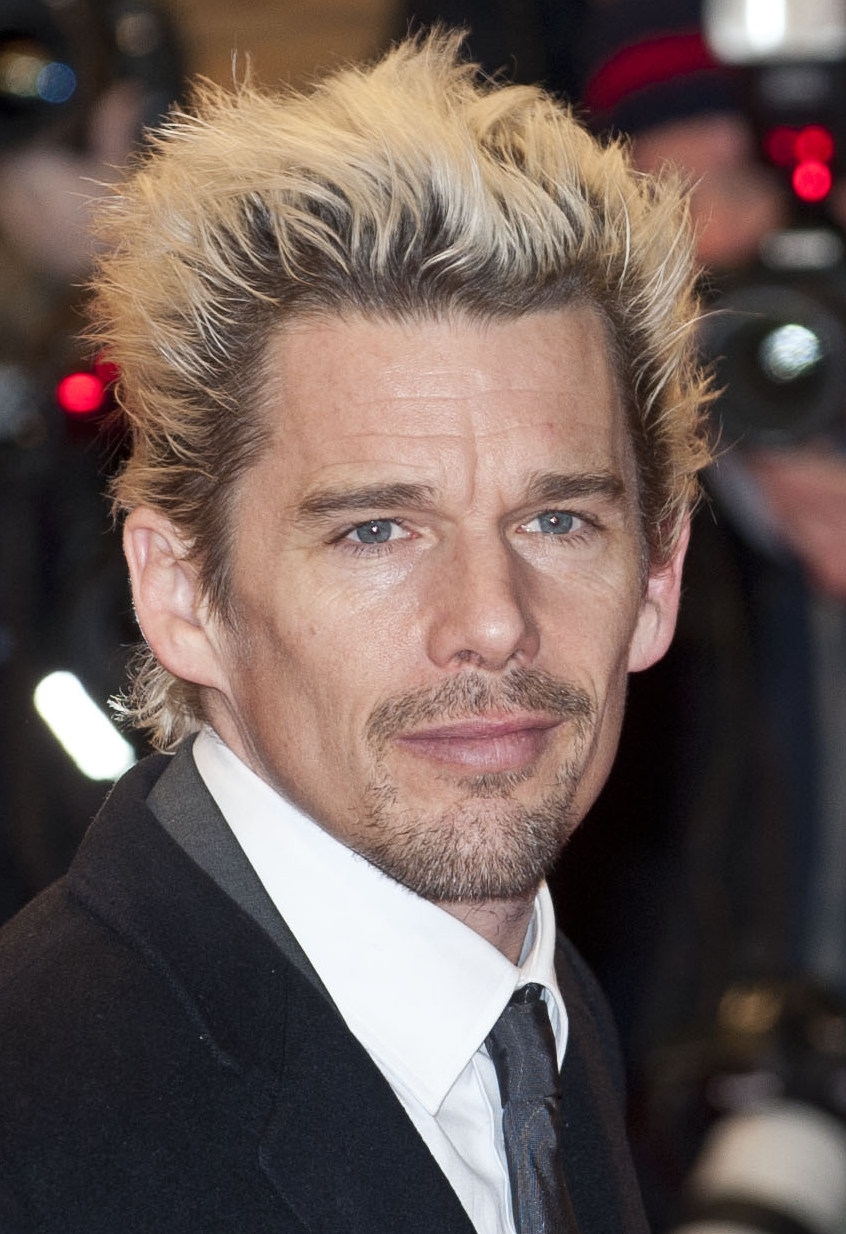
Хоук на премьере фильма «Перед полуночью» в Берлине, Германия, февраль 2013 года

В 2016 году Хоук снялся в вестерне Ти Уэста «В долине насилия», в котором сыграл бродягу, жаждущего мести в маленьком городке, контролируемом его маршалом (Джон Траволта). Затем он сыграл двух отрицательных персонажей подряд, жестокого отца талантливого молодого бейсболиста в «Феномене», затем сурового мужа Мод Льюис в «Моди». В то время как некоторые критики хвалили его неожиданные роли, другие считали, что Хоук выбрал не то направление. Впоследствии он воссоединился с режиссёром Антуаном Фукуа и актёром Дензелом Вашингтоном в фильме «Великолепная семёрка», ремейка одноимённого вестерна 1960 года. 7 июня вышла его четвёртая книга «Инде: История войн апачей», графический роман, который он написал вместе с художником Грегом Рутом.
В 2017 году Хоук снялся в эпизодической роли в научно-фантастическом фильме Люка Бессона «Валериан и город тысячи планет» и в драматическом фильме Пола Шрейдера «Дневник пастыря» в роли бывшего военного капеллана. Премьера фильма состоялась на Венецианском кинофестивале и была встречена положительно.
В 2018 году на кинофестивале Сандэнс в 2018 году состоялась премьера двух фильмов с Хоуком. В романтической комедии «Голая Джульетта», адаптированной по одноимённому роману Ника Хорнби, он снялся в роли малоизвестного рок-музыканта. Его третий полнометражный фильм «Блэйз», основанный на жизни малоизвестного кантри-музыканта Блейза Фоули, был выбран в основной конкурсной секции фестиваля. Кроме того, Хоук снялся в криминальном триллере Будро «Однажды в Стокгольме», премьера которого состоялась на кинофестивале Трайбека в 2018 году . Он снялся в драме «Малыш Кид» режиссёра Винсента Д'Онофрио.
В 2019 году Хоук и Джейсон Блюм сняли драму «Птица доброго Господа», премьера которого состоялась 4 октября 2020 года на канале Showtime. Он играет главную роль аболициониста Джона Брауна. В биографическом фильме «Тесла» он играет главного героя, изобретателя и инженера Николу Теслу.
В январе 2021 года он получил роль главного злодея в потоковом сериале Disney+, «Лунный рыцарь» производства Marvel Studios. 28 января 2021 года стало известно, что он сыграет в фильме ужасов «Чёрный телефон». Это знаменует девятое сотрудничество Хоука с Блюмхаусом. Он также снялся в последнем фильме Роберта Эггерса «Варяг» вместе с Николь Кидман, Аней Тейлор-Джой и Уиллемом Дефо. Фильм представляет собой эпос викингов 10-го века, который снимается в Ирландии до ноября 2020 года. Его третий роман «Яркий луч тьмы» будет опубликован в феврале 2021 года.
В 2022 году Хоук получил одну из главных ролей в вестерне Педро Альмодовара «Странный образ жизни».

## Личная жизнь
В настоящее время живёт в доме Boerum Hill, в Бруклине и имеет небольшой остров в Новой Шотландии.
Итан — двоюродный племянник Теннесси Уильямса со стороны отца.
С 1998 по 2005 год был женат на актрисе Умe Турман. У бывших супругов есть двое детей: дочь Майя Рэй Турман Хоук (08.07.1998) и сын Левон Грин Хоук (15.01.2002).
С 18 июня 2008 года женат на Райан Шохьюз. У супругов есть две дочери: Клементина Джейн Хоук (2008) и Индиана Хоук (2011).

## Политические взгляды
Хоук поддерживает Демократическую партию США. Он поддерживал Билла Брэдли, Джона Керри, Барака Обаму в 2000, 2004 и 2008 годах.

## Фильмография

### Актёр
| Год  |     | Русское название                  | Оригинальное название                       | Роль                                               |
| ---- | --- | --------------------------------- | ------------------------------------------- | -------------------------------------------------- |
| 1985 | ф   | Исследователи                     | Explorers                                   | Бен Крэндалл                                       |
| 1989 | ф   | Общество мёртвых поэтов           | Dead Poets Society                          | Тодд Эндерсон                                      |
| 1989 | ф   | Отец                              | Dad                                         | Билли                                              |
| 1991 | ф   | Белый клык                        | White Fang                                  | Джек Конрой                                        |
| 1991 | ф   | Таинственное свидание             | Mystery Date                                | Том МакХью                                         |
| 1992 | ф   | Ночной отбой                      | A Midnight Clear                            | Уилл Нотт                                          |
| 1992 | ф   | Живые                             | Alive                                       | Нандо Паррадо                                      |
| 1994 | ф   | Реальность кусается               | Reality Bites                               | Трой Дайер                                         |
| 1995 | ф   | Перед рассветом                   | Before Sunrise                              | Джесси                                             |
| 1997 | ф   | Гаттака                           | Gattaca                                     | Винсент Фримэн / Джером                            |
| 1998 | ф   | Большие надежды                   | Great Expectations                          | Финнеган «Финн» Белл                               |
| 2000 | ф   | Гамлет                            | Hamlet                                      | Гамлет                                             |
| 2001 | ф   | Пробуждение жизни                 | Waking Life                                 | Джесси                                             |
| 2001 | ф   | Плёнка                            | Tape                                        | Винс                                               |
| 2001 | ф   | Тренировочный день                | Training Day                                | офицер Джейк Хойт                                  |
| 2004 | ф   | Перед закатом                     | Before Sunset                               | Джесси                                             |
| 2004 | ф   | Забирая жизни                     | Taking Lives                                | Джеймс Коста                                       |
| 2005 | ф   | Нападение на 13-й участок         | Assault on Precinct 13                      | сержант Джейк Роник                                |
| 2005 | ф   | Оружейный барон                   | Lord of War                                 | Джейк Валентайн                                    |
| 2006 | ф   | Нация фастфуда                    | Fast Food Nation                            | Пит                                                |
| 2007 | ф   | Игры дьявола                      | Before the Devil Knows You’re Dead          | Хэнк Хэнсон                                        |
| 2008 | ф   | Что тебя не убивает               | What Doesnt Kill You                        | Поли МаКдуган                                      |
| 2009 | ф   | Воины света                       | Daybreakers                                 | Эдвард Далтон                                      |
| 2009 | ф   | Стейтен-Айленд                    | Staten Island                               | Салли Халверсон                                    |
| 2009 | ф   | Нью-Йорк, я люблю тебя            | New York I Love You                         | писатель                                           |
| 2010 | ф   | Бруклинские полицейские           | Brooklyn’s Finest                           | детектив Сальвадор «Сэл» Просида                   |
| 2010 | ф   | Женщина из пятого округа          | The Woman in the Fifth / La femme du Vème   | Том Рикс                                           |
| 2011 | с   | Моби Дик (2011)                   | Moby Dick                                   | Старбек                                            |
| 2012 | ф   | Синистер                          | Sinister                                    | Эллисон Освальт                                    |
| 2012 | ф   | Вспомнить всё                     | Total Recall                                | Карл Хаузер до пластических операций               |
| 2013 | ф   | Судная ночь                       | The Purge                                   | Джеймс Сэндин                                      |
| 2013 | ф   | Погнали!                          | Getaway                                     | Брент Магна                                        |
| 2013 | ф   | Перед полуночью                   | Before Midnight                             | Джесси                                             |
| 2014 | ф   | Отрочество                        | Boyhood                                     | Мейсон Эванс-старший                               |
| 2014 | ф   | Патруль времени                   | Predestination                              | бармен / агент времени                             |
| 2014 | ф   | Цимбелин                          | Cymbeline                                   | Яким                                               |
| 2014 | ф   | Хорошее убийство                  | Good Kill                                   | Томас Эган                                         |
| 2015 | ф   | Затмение                          | Regression                                  | детектив Брюс Кеннер                               |
| 2015 | ф   | План Мэгги                        | Maggie’s Plan                               | Джон                                               |
| 2015 | ф   | Рождённый быть грустным           | Born to Be Blue                             | Чет Бейкер                                         |
| 2015 | ф   | Десять тысяч святых               | Ten Thousand Saints                         | Лес Кэффи                                          |
| 2016 | ф   | В долине насилия                  | In a Valley of Violence                     | Пол                                                |
| 2016 | ф   | Великолепная семёрка              | The Magnificent Seven                       | покойный Робишо (в русском дубляже стрелок Робишо) |
| 2016 | ф   | Моди                              | Maudie                                      | Эверетт Льюис                                      |
| 2017 | док | Король                            | The King                                    | в роли самого себя                                 |
| 2017 | ф   | Валериан и город тысячи планет    | Valérian and the City of a Thousand Planets | сутенёр Джолли                                     |
| 2017 | ф   | 24 часа на жизнь                  | 24 Hours To Life                            | Тревис Конрад                                      |
| 2017 | ф   | Дневник пастыря                   | First Reformed                              | Эрнст Толлер                                       |
| 2018 | ф   | Голая Джульетта                   | Juliet, Naked                               | Такер Кроу                                         |
| 2018 | ф   | Блэйз                             | Blaze                                       | радиодиджей                                        |
| 2018 | ф   | Однажды в Стокгольме              | Stockholm                                   | Ларс Нистром                                       |
| 2019 | ф   | Малыш Кид                         | The Kid                                     | Пэт Гарретт                                        |
| 2019 | ф   | Следи за дорогой                  | Adopt a Highway                             | Расселл Миллингс                                   |
| 2019 | ф   | Правда                            | La verite                                   | Хэнк                                               |
| 2019 | с   | Судная ночь                       | The Purge                                   | Джеймс Сэндин                                      |
| 2020 | ф   | Тесла                             | Tesla                                       | Никола Тесла                                       |
| 2020 | ф   | Город головорезов                 | Cut Throat City                             | Джексон Симмс                                      |
| 2020 | с   | Птица доброго Господа             | The Good Lord Bird                          | Джон Браун                                         |
| 2021 | ф   | Виновный                          | The Guilty                                  | сержант Билл Миллер (голос)                        |
| 2021 | ф   | Нули и единицы                    | Zeros and Ones                              | Джей Джей / Джастин                                |
| 2022 | с   | Лунный рыцарь                     | Moon Knight                                 | Артур Хэрроу                                       |
| 2022 | ф   | Варяг                             | The Northman                                | король Хорвендил                                   |
| 2022 | ф   | Достать ножи: Стеклянная луковица | Glass Onion: A Knives Out Mystery           | ассистент Майлза                                   |
| 2022 | ф   | Рэймонд и Рэй                     | Raymond and Ray                             | Рэй                                                |
| 2022 | ф   | Чёрный телефон                    | The Black Phone                             | похититель                                         |
| 2023 | кор | Странный образ жизни              | Strange Way of Life                         | Джейк                                              |
| 2023 | ф   | Оставь мир позади                 | Leave The World Behind                      | Клэй                                               |
| 2025 | ф   | Чёрный телефон 2                  | The Black Phone 2                           | похититель                                         |
| 2025 | ф   | Голубая луна                      | Blue Moon                                   | Лоренц Харт                                        |
| 2025 | с   | The Lowdown                       | The Lowdown                                 | Ли Рэйбон                                          |

### Режиссёр
- 2001: «Челси Уоллс»
- 2007: «Самый жаркий штат»
- 2018: «Блэйз»
- 2023: «Дикая кошка»

### Сценарист
- 2004: «Перед закатом»
- 2007: «Самый жаркий штат»
- 2013: «Перед полуночью»
- 2018: «Блэйз»
- 2023: «Дикая кошка»

## Награды и номинации
| Премия                         | Год  | Работа                  | Категория                                         | Результат |
| ------------------------------ | ---- | ----------------------- | ------------------------------------------------- | --------- |
| «Оскар»                        | 2002 | «Тренировочный день»    | Лучшая мужская роль второго плана                 | Номинация |
| «Оскар»                        | 2005 | «Перед закатом»         | Лучший адаптированный сценарий                    | Номинация |
| «Оскар»                        | 2014 | «Перед полуночью»       | Лучший адаптированный сценарий                    | Номинация |
| «Оскар»                        | 2015 | «Отрочество»            | Лучшая мужская роль второго плана                 | Номинация |
| «Золотой глобус»               | 2015 | «Отрочество»            | Лучшая мужская роль второго плана                 | Номинация |
| «Золотой глобус»               | 2021 | «Птица доброго Господа» | Лучшая мужская роль в мини-сериале или телефильме | Номинация |
| BAFTA                          | 2015 | «Отрочество»            | Лучшая мужская роль второго плана                 | Номинация |
| «Выбор критиков»               | 2008 | «Игры дьявола»          | Лучший актёрский состав                           | Номинация |
| «Выбор критиков»               | 2014 | «Перед полуночью»       | Лучший адаптированный сценарий                    | Номинация |
| «Выбор критиков»               | 2014 |                         | Louis XIII Genius Award                           | Победа    |
| «Выбор критиков»               | 2015 | «Отрочество»            | Лучшая мужская роль второго плана                 | Номинация |
| «Выбор критиков»               | 2015 | «Отрочество»            | Лучший актёрский состав                           | Номинация |
| «Выбор критиков»               | 2019 | «Дневник пастыря»       | Лучшая мужская роль                               | Номинация |
| «Независимый дух»              | 2005 | «Перед закатом»         | Лучший сценарий                                   | Номинация |
| «Независимый дух»              | 2014 | «Перед полуночью»       | Лучший сценарий                                   | Номинация |
| «Независимый дух»              | 2015 | «Отрочество»            | Лучшая мужская роль второго плана                 | Номинация |
| «Независимый дух»              | 2019 | «Дневник пастыря»       | Лучшая мужская роль                               | Победа    |
| «Спутник»                      | 2007 | «Игры дьявола»          | Лучший актёрский состав                           | Победа    |
| «Спутник»                      | 2014 | «Перед полуночью»       | Лучший адаптированный сценарий                    | Номинация |
| «Спутник»                      | 2015 | «Отрочество»            | Лучшая мужская роль второго плана                 | Номинация |
| «Спутник»                      | 2015 | «Отрочество»            | Лучшая песня («Split the Difference»)             | Номинация |
| «Спутник»                      | 2019 | «Дневник пастыря»       | Лучшая мужская роль — драма                       | Номинация |
| «Спутник»                      | 2021 | «Птица доброго Господа» | Лучшая мужская роль в мини-сериале или телефильме | Победа    |
| «Спутник»                      | 2021 | «Птица доброго Господа» | Лучший актёрский состав в телесериале             | Победа    |
| Венецианский кинофестиваль     | 2006 | «Самый жаркий штат»     | Venice Horizons Award за лучший фильм             | Номинация |
| Каннский кинофестиваль         | 2001 | «Челси Уоллс»           | Золотая камера                                    | Номинация |
| Премия Гильдии киноактёров США | 2002 | «Тренировочный день»    | Лучшая мужская роль второго плана                 | Номинация |
| Премия Гильдии киноактёров США | 2015 | «Отрочество»            | Лучшая мужская роль второго плана                 | Номинация |
| Премия Гильдии киноактёров США | 2015 | «Отрочество»            | Лучший актёрский состав                           | Номинация |
| Премия Гильдии киноактёров США | 2021 | «Птица доброго Господа» | Лучшая мужская роль в мини-сериале или телефильме | Номинация |
| Премия Гильдии сценаристов США | 2005 | «Перед закатом»         | Лучший адаптированный сценарий                    | Номинация |
| Премия Гильдии сценаристов США | 2014 | «Перед полуночью»       | Лучший адаптированный сценарий                    | Номинация |
| Премия Гильдии сценаристов США | 2021 | «Птица доброго Господа» | Лучший адаптированный сценарий мини-сериала       | Номинация |